# Kotik
Kotik (Arctocephalus) – rodzaj ssaków z rodziny uchatkowatych (Otariidae). 

## Rozmieszczenie geograficzne
Rodzaj obejmuje gatunki występujące na wybrzeżach Ameryki, Australii i Afryki. 

## Morfologia
Długość ciała samic 110–171 cm, samców 150–230 cm; masa ciała samic 22–110 kg, samców 60–360 kg; długość ciała noworodków 40–80 cm przy masie ciała 3–12 kg.

## Systematyka
Rodzaj zdefiniowali w 1826 roku francuscy przyrodnicy Étienne Geoffroy Saint-Hilaire i Frédéric Cuvier w haśle poświęconym fokom opublikowanym w trzydziestym dziewiątym tomie słownika historii naturalnej. Autorzy nie wskazali gatunku typowego; Gatunkiem typowym jest (późniejsze oznaczenie) kotik karłowaty (A. pusillus).

### Etymologia
- Arctocephalus: gr. αρκτος arktos ‘niedźwiedź’; -κεφαλος -kephalos ‘-głowy’, od κεφαλη kephalē ‘głowa’[11].
- Arctophoca: gr. αρκτος arktos ‘niedźwiedź’; φωκη phōkē ‘foka’[12]. Gatunek typowy (oznaczenie monotypowe): Otaria philippii W.C.H. Peters, 1866.
- Euotaria: gr. ευ eu ‘dobrze, typowy’; rodzaj Otaria Péron, 1816 (uchatka)[13]. Gatunek typowy (oznaczenie monotypowe): Arctocephalus nigrescens J.E. Gray, 1850 (= Phoca australis E.A.W. von Zimmermann, 1783).
- Gypsophoca: gr. γυψος gupsos ‘kreda’; rodzaj Phoca Linnaeus, 1758 (foka)[14]. Gatunek typowy (oznaczenie monotypowe): Otaria cinerea Quoy & Gaimard, 1826 (= Otaria forsteri Lesson, 1828).
- Halarctus: gr. ἁλς hals, ἁλος halos ‘morze’; αρκτος arktos ‘niedźwiedź’[15]. Gatunek typowy (oznaczenie monotypowe): Arctocephalus delalandii J.E. Gray, 1859 (= Phoca pusilla von Schreber, 1775).

### Podział systematyczny
Badania przeprowadzone przez Bertę i Churchilla w 2012 wykazały, że Arctocephalus wydaje się być parafiletyczny, ponieważ A. pusillus nie wydaje się być blisko spokrewniony z innymi przedstawicielami tego rodzaju, w związku z tym wszystkie inne gatunki Arctocephalus powinny zostać przeniesione do innego rodzaju (Arctophoca), a A. pusillus powinien pozostać w Arctocephalus, ponieważ jest gatunkiem typowym rodzaju; jednak analizy przeprowadzone w 2020 roku wykazały, że rodzaj jest monofiletyczny, a rzekoma parafiletyczność wynikała z niepełnego sortowania linii. Do rodzaju należą następujące występujące współcześnie gatunki:
| Grafika | Gatunek                     | Autor i rok opisu        | Nazwa zwyczajowa      | Podgatunki         | Rozmieszczenie geograficzne | Podstawowe wymiary                | Status IUCN |
| ------- | --------------------------- | ------------------------ | --------------------- | ------------------ | --- | --------------------------------- | ----------- |
|         | Arctocephalus gazella       | (W.C.H. Peters, 1875)    | kotik antarktyczny    | gatunek monotypowy | wody subantarktyczne i antarktyczne (na południe lub na północ od strefy konwergencji antarktycznej) oraz rozproszone wyspy (głównie Georgia Południowa), obszary rozrodu obejmują Półwysep Antarktyczny                       | DC: do 200 cm MC: 22–204 kg       | LC          |
|         | Arctocephalus philippii     | (W.C.H. Peters, 1866)    | kotik chilijski       | gatunek monotypowy | endemit Chile: południowy Ocean Spokojny, w archipelagach Juan Fernandez i Desventuradas (Isla San Félix), które leżą 600 km na północ                                                                                         | DC: około 200 cm MC: około 140 kg | LC          |
|         | Arctocephalus townsendi     | C.H. Merriam, 1897       | kotik meksykański     | gatunek monotypowy | Głównie wyspa Gwadelupa, także Islas San Benito (zachodnia Kalifornia Dolna, Meksyk), Channel Islands (San Miguel Island) i Wyspy Farallońskie (Stany Zjednoczone), wędruje na północ do stanu Waszyngton i południowej Alaski | DC: około 200 cm MC: 40–170 kg    | LC          |
|         | Arctocephalus galapagoensis | E. Heller, 1904          | kotik galapagoski     | gatunek monotypowy | endemit Ekwadoru: Galapagos (na prawie wszystkich wyspach) | DC: 110–160 cm MC: 27–68 kg       | EN          |
|         | Arctocephalus australis     | (A.E.W Zimmermann, 1783) | kotik południowy      | gatunek monotypowy | Ameryka Południowa od Urugwaju na południe do przylądka Horn, Falklandów i regionu Magallanes, regularnie do południowej Brazylii, także od środkowego Peru do północnej Kolumbii                                              | DC: do 190 cm MC: 40–160 kg       | LC          |
|         | Arctocephalus forsteri      | (Lesson, 1828)           | kotik nowozelandzki   | gatunek monotypowy | Nowa Zelandia (Wyspa Północna i Południowa, wszystkie wyspy subantarktyczne), południowo-zachodnia i południowa Australia oraz Tasmania                                                                                        | DC: do 190 cm MC: 30–160 kg       | LC          |
|         | Arctocephalus tropicalis    | (J.E. Gray, 1872)        | kotik subantarktyczny | gatunek monotypowy | szeroko rozpowszechniony w wodach subantarktycznych, głównie na północ od strefy konwergencji antarktycznej z południowo-wschodniego Oceanu Atlantyckiego i Oceanu Indyjskiego                                                 | DC: do 180 cm MC: 25–165 kg       | LC          |
|         | Arctocephalus pusillus      | (von Schreber, 1775)     | kotik karłowaty       | 2 podgatunki       | wybrzeże południowej Afryki, od Angoli na południe do zatoki Algoa (Południowa Afryka), wybrzeże południowo-wschodniej Australii w Wiktorii, Nowej Południowej Walii, Tasmanii i Cieśninie Bassa (w tym Wyspa Kangura)         | DC: 120–230 cm MC: do 360 kg      | LC          |

Kategorie IUCN:  LC  – gatunek najmniejszej troski,  EN  – gatunek zagrożony.
Opisano również gatunki wymarłe:
- Arctocephalus fischerii H. Gervais & Ameghino, 1880[20] (miocen)
- Arctocephalus holmbergi Ameghino, 1898[21] (plejstocen)